# Howie Morenz

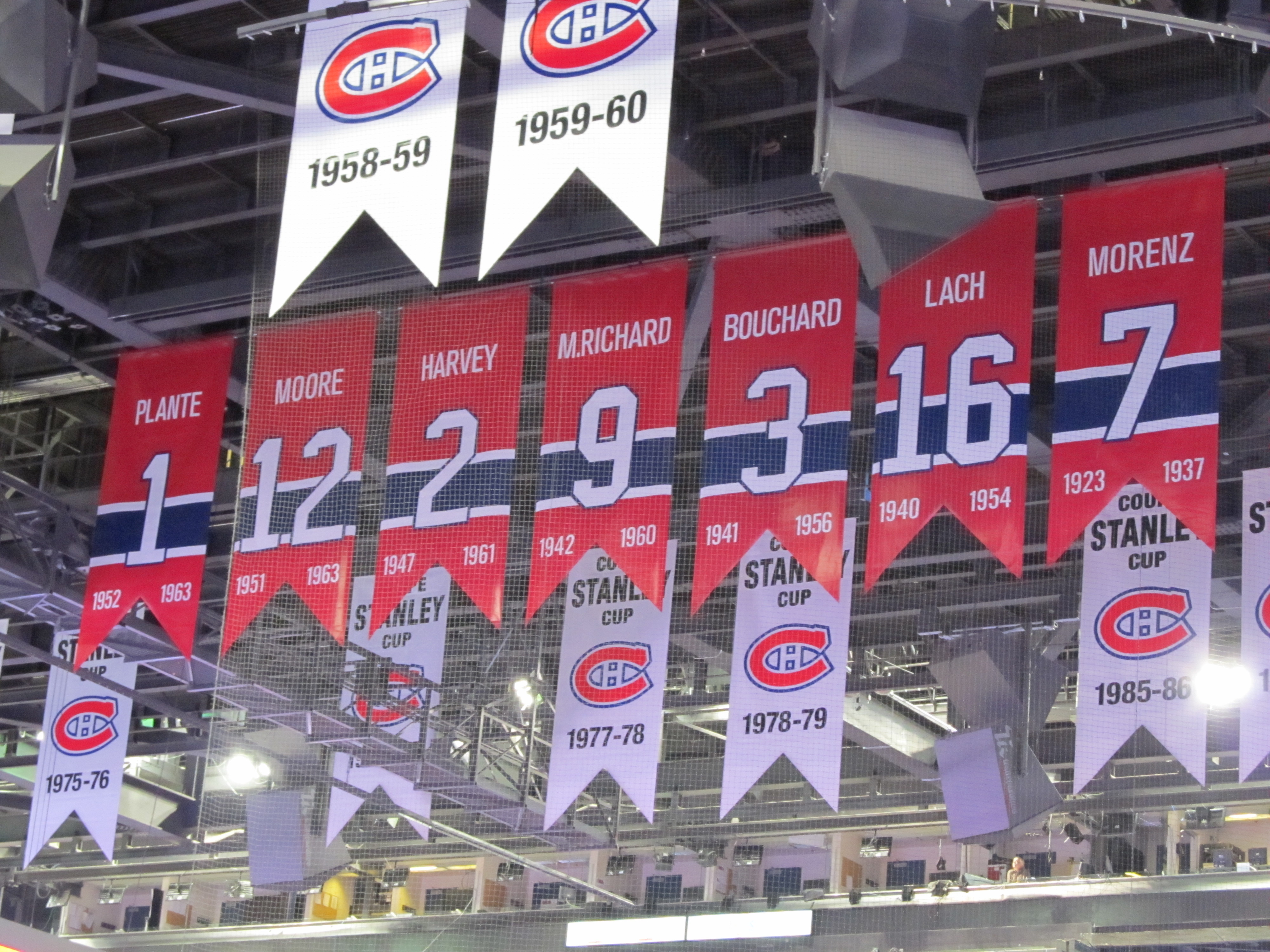
Howie Morenz #7 i taket i Bell Centre, Montreal.

Howard William "Howie" Morenz, född 21 juni 1902 i Mitchell, Ontario, död 8 mars 1937 i Montréal, Québec, var en kanadensisk professionell ishockeyspelare. Han spelade 14 säsonger i NHL mellan 1923 och 1937.
Howie Morenz spelade under större delen av sin karriär, 1923–1934 samt säsongen 1936–37, för Montreal Canadiens. Han representerade även Chicago Black Hawks och New York Rangers. Tre gånger tilldelades han Hart Trophy som NHL:s mest värdefulle spelare under grundserien; 1927–28, 1930–31 och 1931–32. Han avled 1937 till följd av komplikationer från ett benbrott han ådragit sig under en match den 28 januari samma år. 

## Statistik
| 1919–20    | Stratford Midgets   | OHA-Jr.    | 5   | 14  | 4   | 18  | —   | 7  | 14 | 12 | 26 | —  |
| 1920–21    | Stratford Midgets   | OHA-Jr.    | 8   | 19  | 12  | 31  | —   | 13 | 38 | 18 | 56 | —  |
| 1921–22    | Stratford Midgets   | OHA-Jr.    | 4   | 17  | 6   | 23  | 10  | 5  | 17 | 4  | 21 | —  |
| 1921–22    | Stratford Indians   | OHA-Sr.    | 4   | 10  | 3   | 13  | 2   | 8  | 15 | 8  | 23 | 21 |
| 1922–23    | Stratford Indians   | OHA-Sr.    | 10  | 15  | 13  | 28  | 19  | 10 | 28 | 7  | 35 | 36 |
| 1923–24    | Montreal Canadiens  | NHL        | 24  | 13  | 3   | 16  | 20  | 6  | 7  | 3  | 10 | 10 |
| 1924–25    | Montreal Canadiens  | NHL        | 30  | 28  | 11  | 39  | 46  | 6  | 7  | 1  | 8  | 8  |
| 1925–26    | Montreal Canadiens  | NHL        | 31  | 23  | 3   | 26  | 39  | —  | —  | —  | —  | —  |
| 1926–27    | Montreal Canadiens  | NHL        | 44  | 25  | 7   | 32  | 49  | 4  | 1  | 0  | 1  | 4  |
| 1927–28    | Montreal Canadiens  | NHL        | 43  | 33  | 18  | 51  | 66  | 2  | 0  | 0  | 0  | 12 |
| 1928–29    | Montreal Canadiens  | NHL        | 42  | 17  | 10  | 27  | 47  | 3  | 0  | 0  | 0  | 6  |
| 1929–30    | Montreal Canadiens  | NHL        | 44  | 40  | 10  | 50  | 72  | 6  | 3  | 0  | 3  | 10 |
| 1930–31    | Montreal Canadiens  | NHL        | 39  | 28  | 23  | 51  | 49  | 10 | 1  | 4  | 5  | 10 |
| 1931–32    | Montreal Canadiens  | NHL        | 48  | 24  | 25  | 49  | 46  | 4  | 1  | 0  | 1  | 4  |
| 1932–33    | Montreal Canadiens  | NHL        | 46  | 14  | 21  | 35  | 32  | 2  | 0  | 3  | 3  | 2  |
| 1933–34    | Montreal Canadiens  | NHL        | 39  | 8   | 13  | 21  | 21  | 2  | 1  | 1  | 2  | 0  |
| 1934–35    | Chicago Black Hawks | NHL        | 48  | 8   | 26  | 34  | 21  | 2  | 0  | 0  | 0  | 0  |
| 1935–36    | Chicago Black Hawks | NHL        | 23  | 4   | 11  | 15  | 20  | —  | —  | —  | —  | —  |
| 1935–36    | New York Rangers    | NHL        | 19  | 2   | 4   | 6   | 6   | —  | —  | —  | —  | —  |
| 1936–37    | Montreal Canadiens  | NHL        | 30  | 4   | 16  | 20  | 12  | —  | —  | —  | —  | —  |
| NHL totalt | NHL totalt          | NHL totalt | 550 | 271 | 201 | 472 | 546 | 47 | 21 | 12 | 33 | 66 |

## Meriter
- Stanley Cup – 1923–24, 1929–30 och 1930–31
- Hart Trophy – 1927–28, 1930–31 och 1931–32
- Vinnare av NHL:s poängliga – 1927–28 och 1930–31
- NHL First All-Star Team – 1930–31 och 1931–32
- NHL Second All-Star Team – 1932–33